# 彼得格勒苏维埃
彼得格勒苏维埃（俄语：Петроградский совет），全称彼得格勒工兵代表苏维埃（俄语：Петроградский Совет рабочих и солдатских депутатов），又称工兵代表苏维埃（“苏维埃”意为“会议”），是一个位于俄罗斯首都彼得格勒的城市议会。在俄国临时政府统治俄国期间，彼得格勒苏维埃是其最大的反对派势力，其成员同时也是十月革命期间关键的生力军。
彼得格勒苏维埃成立于1917年，二月革命之后，当时作为工人和士兵的代表机构。此时彼得格勒已经有了市议会聖彼得堡市杜馬。同年三月，反对彼得格勒苏维埃裁决的工人们进行了一次大罢工，彼得格勒苏维埃对罢工者持敌对态度。孟什维克声称，这些工人的不服从行为，是在“为苏维埃抹黑”。
1924年，彼得格勒苏维埃改名为列宁格勒苏维埃。